# 235

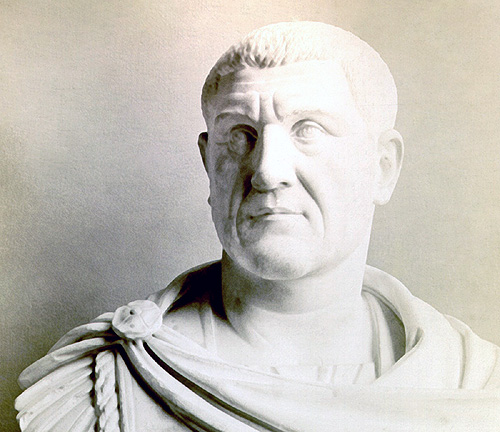
Keizer Maximinus I Thrax (c. 173–238)

Het jaar 235 is het 35e jaar in de 3e eeuw volgens de christelijke jaartelling.

## Gebeurtenissen

### Europa
- 18 maart - Keizer Alexander Severus en zijn moeder Julia Mamaea worden door legionairs bij Mogontiacum (huidige Mainz) vermoord. Einde van de Severische dynastie.
- Crisis van de 3e eeuw: Het Romeinse leger aan de Rijngrens (limes) komt in opstand, Legio XXII Primigenia roept Maximinus Thrax (de Thraciër) uit tot keizer van Rome.
- Periode van de Soldatenkeizers: Het Romeinse Keizerrijk wordt bedreigd door de Alemannen, Franken, Goten, Quadi en Sassaniden.
- Keizer Maximinus voert in Germanië een strafexpeditie tegen de Alemannen. Hij verslaat vermoedelijk in de zomer of herfst twee Germaanse stammen bij de Harzhorn.

### Balkan
- Maximinus vestigt zijn hoofdkwartier in Sirmium (Pannonië), hij begint aan de Donau een veldtocht tegen de Daciërs en Sarmaten.

### Italië
- 25 september - Paus Pontianus en Hippolytus, kerkleiders van Rome, worden door Maximinus Thrax verbannen naar de mijnen op Sardinië.
- 21 november - Anterus (r. 235 - 236) volgt Pontianus op als de 19e paus van Rome. Zijn pontificaat voert hij in gevangenschap.

## Overleden
- 18 maart - Marcus Aurelius Severus Alexander (26), keizer van het Romeinse Keizerrijk
- 25 september - Pontianus, paus van de Rooms-Katholieke Kerk
- Julia Mamaea, keizerin en moeder van Alexander Severus